# Élisabeth Vitali
Pour les articles homonymes, voir Vitali.
Élisabeth Vitali est une actrice française de théâtre et de cinéma.

## Biographie
Elisabeth Vitali est une comédienne française, née d'un père corse et d'une mère pied-noir. Elle a suivi sa formation au Conservatoire National de Région de Marseille, où elle a fait ses premiers pas sur les planches sous la direction d'Irène Lamberton. Par la suite, elle a étudié sous la tutelle d'acteurs renommés tels que Michel Bouquet et Gérard Desarthe au Conservatoire National Supérieur d'Art Dramatique de Paris, puis au Théâtre des Amandiers Nanterre
«J'ai eu la chance de travailler dans les classes de deux grands comédiens, Michel Bouquet et Gérard Desarthe. Avec eux, on ne monte pas sur le plateau pour faire le guignol. J'ai compris qu'être acteur c'est tenter de traduire le merveilleux du personnage. Aujourd'hui, on cultive le culte de la personnalité. C'est dommage car cela entraîne l'uniformité.»
Au théâtre, Elisabeth Vitali a travaillé avec Etienne Bierry, qui lui a offert son premier rôle sur la scène parisienne du Théâtre de Poche Montparnasse dans "Le Plaisir de l'amour" de Robert Pouderou, et l'a dirigée dans d'autres productions telles que "L'Écornifleur" de Jules Renard et "Les Empailleurs" de Toni Leicester. Elle a également collaboré avec d'autres metteurs en scène, explorant un large éventail de genres, des pièces classiques aux créations contemporaines.
En 1997, sa performance dans "Horace" de Pierre Corneille, mise en scène par Marion Bierry, lui a valu une nomination aux Molières dans la catégorie "révélation théâtrale". Elle a également joué dans des pièces telles que "Le Cochon noir" de Roger Planchon et "La Tectonique des nuages" de José Rivera.
En 2019, elle joue et met en scène la pièce "Ma veste en daim", adaptée de l'oeuvre de Stanislav Stratiev par Christelle George et Elisabeth Vitali, avec Carole Bergen, Stéphane Bierry, Juliette Croizat, Hervé Falloux, Laurent Spielvogel, au Théâtre 13.
Au cinéma, Elisabeth Vitali a débuté sous la direction de réalisateurs renommés tels que Michel Deville et Michel Drach. Elle a notamment joué dans des films tels que "Péril en la demeure", "Il est génial papy" et "L'Étudiante". Sa carrière cinématographique comprend également des collaborations avec des cinéastes tels que Manuel Poirier, Guila Braoudé et Artus de Penguern.
À la télévision, Elisabeth Vitali a travaillé sur de nombreuses productions, apparaissant dans des séries et des téléfilms. Elle débute sur le petit écran grâce à Patrick Jamain avec qui elle va travailler à plusieurs reprises notamment dans "L'ex" avec Bernard Giraudeau ou "Kleber" avec Gérard Lanvin. Elle joue dans de nombreuses fictions sous la direction de Maurice Frydland, Didier Grousset, Yves Boisset, ou encore Denis Granier Deferre. Elle tient le rôle titre dans la série "La louve" qui comprend trois épisodes de 90 minutes diffusés entre le 3 mars 2007 et le 2 mai 2009 sur France 3.
Elle a aussi tourné Clémence, sous la direction de Pascal Chaumeil, et Les Robinsonnes de Laurent Dusseaux. Elle compte des participations à des séries en tant que guest comme dans Lebowitz contre Lebowitz ou Candice Renoir.

## Filmographie

### Cinéma

#### Longs métrages
- 1984 : Péril en la demeure (réalisé par Michel Deville) : La barmaid
- 1987 : Agent trouble (réalisé par Jean-Pierre Mocky): la stagiaire du musée
- 1987 : Il est génial papy ! (réalisé par Michel Drach) : Susy
- 1988 : L'Étudiante de Claude Pinoteau : Céline
- 1994 : … à la campagne (réalisé par Manuel Poirier) : Cathy
- 1997 : Western (réalisé par Manuel Poirier) (Prix du Jury, Cannes) : Marinette
- 1998 : Je veux tout (réalisé par Guila Braoudé) : Alice
- 2000 : (Entre nous) (réalisé par Serge Lalou): Laure
- 2000 : Grégoire Moulin contre l'humanité (réalisé par Artus de Penguern): Hélène
- 2001 : Paris selon Moussa (réalisé par Cheik Doukouré) : Nathalie
- 2004 : Je préfère qu'on reste amis... (réalisé par Eric Toledano et  Olivier Nakache)) : Véronique
- 2007 : Faubourg 36 (réalisé par Christophe Barratier) : Viviane
- 2008 : Joueuse  (réalisé par Caroline Bottaro): Marie-Jeanne
- 2008 : Film Socialisme (réalisé par Jean-Luc Godard) : La journaliste FR3 région
- 2010 : L'Art de séduire (réalisé par Guy Mazarguil) : Mathilde
- 2011 : La Fleur de l'âge (réalisé par Nick Quinn) : Dr. Moser
- 2013 : Libre et assoupi (réalisé par Benjamin Guedj) : La veuve
- 2019 : La Belle Époque de Nicolas Bedos : La Baronne

#### Courts métrages
- 1991 : Au petit bonheur de Azize Kabouche
- 1992 : Rêve d'amour de Nick Quinn
- 1995 : Love, love, love de Nick Quinn
- 1996 : Un bel après-midi d'été de Artus de Penguern : Marie
- 1998 : Citronnelle de Pierre Coré
- 1999 : Le Gang des TV de Artus de Penguern
- 2001 : Je ne comprends pas, d'Agnès de Sacy
- 2002 : Façade, de Guy Mazarguil (Moyen-métrage)
- 2009 : Mémoires d'une jeune fille dérangée de Keren Marciano : la mère de Lola

### Télévision
- 1986 : L'écornifleur réalisation de Etienne Bierry et Yves-André Hubert, Marguerite
- 1986 : Les grenadines réalisation de Patrick Jamain, Jode
- 1988 : Un amour tardif réalisation de Patrick Jamain, Violette
- 1989 : Navarro réalisation de Denys Granier-Deferre, Folies de flic : Jocelyne
- 1989 : Le Lyonnais réalisation de Joannick Desclercs, Le massacre de la Saint Thomas, Brigitte
- 1989 : Hitchhiker réalisation de Bruno Gantillon, Part of me, Sophie
- 1990 : Carré Rouge-Le Grand film de Artus de Penguern : Parodie de Scarface : Hélène ; Parodie de James Bond : Tatiana
- 1990 : Le Soulier magique de Tom Clegg : Véronique
- 1995 : François Kléber (6x90) de Patrick Jamain :  Esther
- 1995 : Sixième classique de Bernard Stora : Cécile Bodin
- 1995 : Ricky de Philippe Setbon : Clothilde
- 1996 : L'Ex/Une ex pas possible de Patrick Jamain : Lilly Milton
- 1996 : Papa est un mirage de Didier Grousset : Julie
- 1997 : Petite menteuse de Thierry Chabert : Catherine
- 1997 : La fine équipe de Yves Boisset : Camille
- 1998 : La Petite fille en costume marin 2x90 de Marc Rivière: Dora Amiel
- 1999 : Joséphine, ange gardien, de Henri Helman, Une santé d'enfer : Camille Monin
- 1999 : Une femme d'honneur, de David Delrieux, Coupable idéal : Diane Millet
- 1999 : Le Compagnon, de Maurice Frydland : Françoise
- 2000 : Passeur d'enfant à Pontdichéry de Franck Apprédéris : Lucie
- 2000 : L'impasse du cachalot de Élisabeth Rappeneau : Gabrielle
- 2000 : Juliette : service(s) compris de Jérôme Foulon : Véronique
- 2001 : L'été de Chloé de Heikki Arékallio : Christine
- 2002 : Le Grand Patron, de Claudio Tonetti : Cas de conscience : Le commissaire Valérie Carpeaux
- 2002 : Fred et son orchestre de Michaëla Watteaux, Le secret de Laure : Mathilde Véron
- 2003 : Clémence de Pascal Chaumeil : Rôle titre
- 2003 : Les Robinsonnes de Laurent Dussaux : Maryannik
- 2005 : Louis Page, de Philippe Roussel, L'enfant de la Providence - Christine
- 2005 : Père et Maire, de Olivier Guignard, Votez pour moi : Virginie Morisset
- 2005 : Sartre, l'âge des passions de Claude Goretta : Sylvie Régnier
- 2005 : La Louve de Philippe Venault : Laurence Louve - Prix du Meilleur Thriller - Festival de Luchon
- 2006 : Jeff et Léo, flics et jumeaux, de Olivier Guignard, Le dernier Tango - Capitaine Fauré
- 2006 : La reine Sylvie, de Renaud Bertrand : Marie
- 2006 : Sécurité intérieure, 8x45 de Patrick Grandperret : Élisabeth Kantor
- 2007 : On choisit pas ses parents de Thierry Binisti, adaptation de Oh Boy/ : Josiane
- 2008 : Le Repenti, 2x90, de Olivier Guignard : Delphine Baron
- 2008 : La Louve, de François Luciani et Bruno Bontzolakis, Descente au 7e cercle - Les proies dans la ville : Laurence Louve
- 2015 : Lebowitz contre Lebowitz de Frédéric Berthe, Tout l'amour que j'ai pour toi (Pilote) : Aline Leroy
- 2016 : Candice Renoir de Nicolas Picard-Dreyfuss, L'argent n'a pas d'odeur : Élisabeth Ferrant
- 2021 : Service volé de Jérôme Foulon : Avocate

## Théâtre
- 1982 : Hommage à Chopin et Sand, D’après les lettres de Frédéric Chopin et George Sand, mise en scène de Jean Louis Andréani, Festival de Tarascon
- 1982 : Pythéas 82, texte et mise en scène de Renaud Mouillac, Théâtre du Merlan (Marseille)
- 1984 : Le plaisir de l'amour, de Robert Pouderou, mise en scène de Etienne Bierry, Théâtre de Poche Montparnasse
- 1985 : L‘écornifleur de Jules Renard, mise en scène de Etienne Bierry, Théâtre de Poche Montparnasse
- 1987 : Les ensorcelés de Barbey d’Aurevilly, mise en scène de Maurice Attias, Théâtre Gérard-Philippe (Saint-Denis), Théâtre Pablo-Neruda (Nancy)
- 1987 : Wilhelm Meister de Jean-Paul Fargeau, mise en scène de Léonidas Strapatsakis, Théâtre du Gymnase (Marseille)
- 1988 : Africa pole express de Henri Royer, mise en scène de Gilbert Rouvière, Zinc théâtre (Alès)
- 1989 : Le père humilié de Paul Claudel, mise en scène de Jean-Paul Lucet, au Théâtre des Célestins (Lyon)
- 1989 : Coup de sang de Eric Didri, Sophie Meriem et Gilbert Rouvière, mise en scène Gilbert Rouvière, Théâtre de la Bastille, Théâtre de Béziers
- 1991 : Divertissements touristiques de Noëlle Renaude, mise en scène de Robert Cantarella, Maison de la culture d’Amiens
- 1991 : Les empailleurs de Tony Leicester, mise en scène de Etienne Bierry, au Théâtre de poche Montparnasse
- 1991: Les précieuses ridicules de Molière, mise en scène de Gilbert Rouvière, Tournée Tunisie et Maroc (Alliance française)
- 1992 : La Famille Schroffenstein de Heinrich von Kleist), mise en scène Eloi Recoing, Théâtre Salingro (Lille)
- 1992 : L'impromptu de Versailles - Les précieuses ridicules de Molière, mise en scène de Gilbert Rouvière au Théâtre de Gennevilliers
- 1993 : Dieu merci on ne meurt qu'une fois de Monique Enckell, mise en scène de Abbès Zahman au Festival d’Alès
- 1993 : Le renard, de Noëlle Renaude, mise en scène de Robert Cantarella, au Théâtre La Passerelle (Gap), Centre culturel d'Albi, Théâtre Ouvert (Paris) Théâtre Sorano (Toulouse)
- 1995 : Le baladin du monde occidental, de John Mellington Synge, mise en scène de André Engel au Théâtre de l’Odéon
- 1996 : Malaga, de Paul Emond, mise en scène de Abbès Zahmani au Théâtre du Gymnase (Marseille), Théâtre de Nice, Théâtre du Rond-Point
- 1998 : Horace, de Pierre Corneille, mise en scène de Marion Bierry au Théâtre de L’Œuvre. Nomination au Molière de la révélation théâtrale féminine
- 2000 : Le cochon noir, texte et mise en scène de Roger Planchon au Théâtre de la Colline
- 2002 : La tectonique des nuages, de José Rivera, mise en scène de Marion Bierry, au Théâtre de Poche
- 2003 : Cinq filles couleur pêche, de Alan Ball, mise en scène de Yvon Marciano, au Théâtre de l'Atelier
- 2004 : Dis à ma fille que je pars en voyage, texte et mise en scène de Denise Chalem au Théâtre du Rond-Point. Molière du spectacle de la création française.
- 2006 : L’illusion comique, de Pierre Corneille, mise en scène de Marion Bierry au Théâtre de Poche Montparnasse
- 2011: L’amour, la mort, les fringues, de Nora et Delia Ephron, adaptation et mise en scène de Danièle Thompson au Théâtre Marigny
- 2015 : Coiffure et Confidences au Théâtre Michel
- 2017 : Pour l'amour du fisc de Thierry Ragueneau, mise en scène Stéphan Druet, Festival d'Avignon off, puis tournée
- 2018 : Les vies de Swann de Marc Citti, Avignon 2018 (prix du off)

## Radio
Elle participe à l'émission À votre écoute, coûte que coûte sur France Inter.
- La femme qui avait été dans une secte
- L'amie de la femme qui était battue
- La femme qui ne voulait pas que sa fille ait certaines pratiques
- La Femme connue qui avait un problème d'haleine.

## Distinctions

### Nomination
- 1997 : l'Académie des Molière la nomme dans la catégorie révélation